# Nowa Sarzyna
Nowa Sarzyna là một thị trấn thuộc huyện Leżajski, tỉnh Podkarpackie ở đông-nam Ba Lan. Thị trấn có diện tích 9 km². Đến ngày 1 tháng 1 năm 2011, dân số của thị trấn là 6103 người và mật độ 667 người/km².